# BLESKmobil
BLESKmobil je český virtuální operátor fungující v síti GSM. Byl spuštěn dne 7. listopadu 2012. Jde o virtuálního operátora typu Branded reseller. Funguje v síti plnohodnotného mobilního operátora O2. Počet jeho zákazníků je v současnosti více než 350 000 (září 2014). Marketing a reklamu zajišťuje BLESKmobil firma Czech News Center.
První neověřené informace o vstupu BLESKmobil na český trh se objevily zhruba 14 dní před jeho oficiálním spuštěním. Tyto zprávy byly potvrzeny dne 30. října 2012 na tiskové konferenci. Zde byly také zveřejněny ceny služeb. Oficiálně byl spuštěn 7. listopadu 2012. Brzy po startu služeb vyšlo najevo, že jde o virtuální operátora typu branded reseller, tedy pouhého přeprodejce služeb síťového operátora. Podobně, jako BLESKmobil funguje zhruba 25% virtuálních operátorů v Evropě (např. BILD Mobil v Německu nebo Tesco Mobile na Slovensku) a několik v Česku (např. Mobil.cz).
Hned po spuštění se objevily informace, že jde o prvního českého virtuální operátora. Dané informace jsou nicméně zavádějící. Více než rok před ním fungoval vůbec první virtuální GSM operátor Mphone. Ten nejprve fungoval v síti operátora O2, poté přešel pod operátora Vodafone. Vyznačoval se službami jen pro živnostníky. Dalšími virtuálními operátory se stali operátoři v síti CDMA (například WIA či Opencall). Ti využívali(jí) sítě operátora U:fon.
Své služby poskytuje prostřednictvím předplacené karty, kterou lze zakoupit na více než 5000 prodejních místech. Kartu lze následně dobíjet na terminálech SAZKA nebo přes internet. Zákazníci BLESKmobilu mohou telefonovat, posílat SMS a MMS nebo využívat datového připojení, bez smlouvy a dlouhodobého závazku či skrytých poplatků. Od svého vstupu na trh získal více než 400 tisíc zákazníků a patří tak k největším virtuálním operátorům v ČR.